# Абсолютна Залізна Людина: Броньовані Війни
«Абсолютна Залізна Людина: Броньовані Війни» (англ. Ultimate Comics: Armor Wars) — обмежена серія коміксів американського видавництва Marvel Comics за сценарієм Воррена Елліса.

## Сюжет
Після подій, відомих як «Ультиматум», світ занепав. Команда супергероїв Абсолютні — розформована, а Тоні Старк вперше відчув на собі фінансову скруту. Та найбільшою проблемою для Старка є те, що його технологія створення екзоскелету опинилася на чорному ринку та потрапила в погані руки.
Тоні Старк вирішує що єдиний спосіб зупинити кримінальне використання своїх технологій це особисто втрутитися в ситуацію. Слідуючи за найманцем на прізвисько Примара, який обікрав Вежу Старка, Залізна Людина зіштовхується на своєму шляху з ворогами озброєними його технологіями та зустрічається з «привидом минулого».